# Peszmergowie

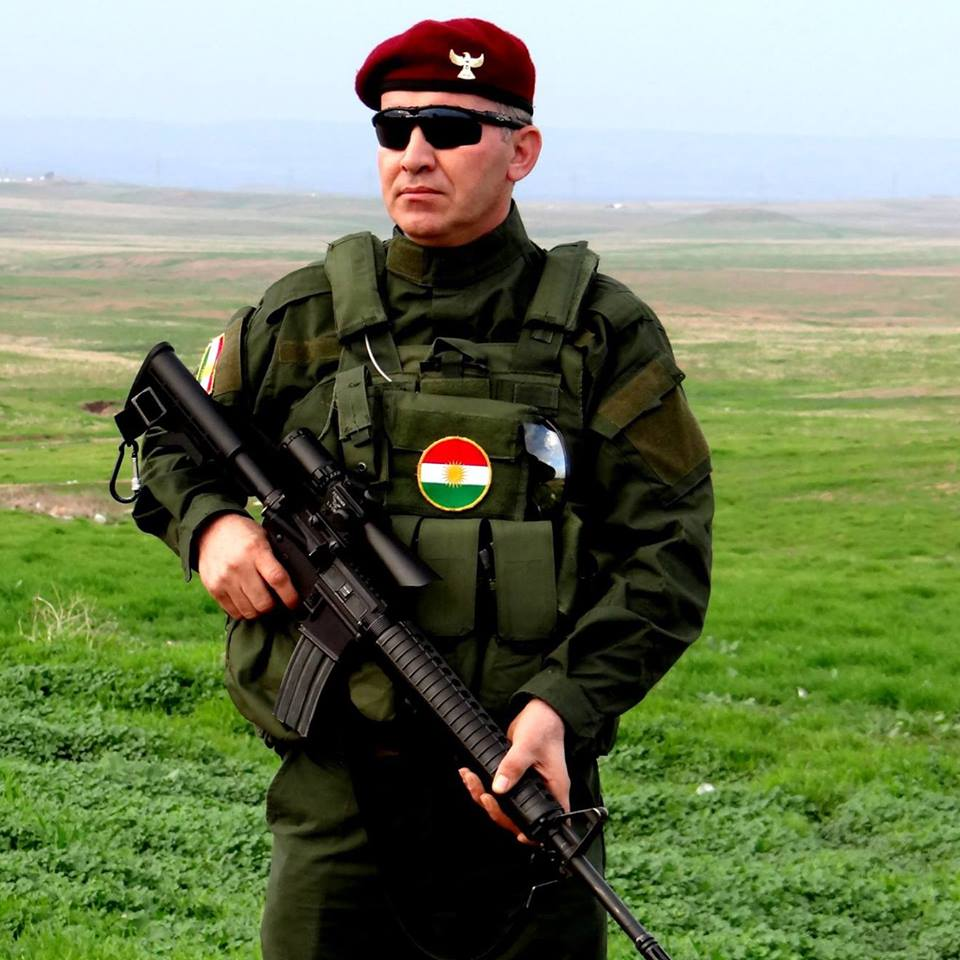
Peszmerg ze zmodyfikowanym karabinkiem szturmowym M16

Peszmergowie (w tłumaczeniu z kurdyjskiego: patrzący śmierci w oczy) – tradycyjna nazwa kurdyjskich bojowników walczących w partyzantce i powstaniach o niepodległość Kurdystanu, obecnie odnosząca się do żołnierzy kurdyjskich w Iraku. Chociaż oddziały peszmergów w dużej mierze podzielone są między Demokratyczną Partię Kurdystanu (kontrolującą prowincje Irbil i Dahuk) oraz Patriotyczną Unię Kurdystanu (kontrolującą prowincję As-Sulajmanijja), to wszystkie deklarują oddanie Rządowi Regionalnemu Kurdystanu – jednak w praktyce ze wszystkich 36 brygad jedynie 12 podlega bezpośredniemu dowództwu Rządu Regionalnego. Trwają starania, aby kierownictwo nad całym wojskiem – bez podziału na przynależność partyjną – przejęło Ministerstwo Peszmergów.
Od czerwca 2014, w wyniku walk z Państwem Islamskim, oddziały peszmergów przejęły kontrolę nad terenami spornymi Iraku, gdzie iracki rząd przeprowadzał we wcześniejszych latach politykę arabizacji. W rękach Rządu Regionalnego Kurdystanu znalazły się prowincje Niniwa, Kirkuk, Salah ad-Din, Dijala oraz kilka przyległych terenów.
Chociaż większość peszmergów jest wyznania muzułmańskiego, to pewną część oddziałów stanowią chrześcijanie oraz jezydzi.